# ジェラード・ライル
ジェラード・ライル （英語: Gerard Ryle、1965年 - ）は、国際調査報道ジャーナリスト連合（ICIJ）の責任者を務めるジャーナリストである。ロンドン出身。
オーストラリアの『シドニー・モーニング・ヘラルド』、『ジ・エイジ』やアイルランドで、26年間調査報道や編集に従事した。2011年9月、非アメリカ人として初めてのICIJディレクターに就任した。『キャンベラタイムズ』副編集長でもある。